# Shaogomphus postocularis
Shaogomphus postocularis is een echte libel uit de familie van de rombouten (Gomphidae).
De wetenschappelijke naam van de soort werd in 1869 als Gomphus postocularis gepubliceerd door Edmond de Selys Longchamps.

## Synoniemen
- Gomphus epophthalmus Selys, 1872